# Georges Gosnat
Pour les articles homonymes, voir Gosnat.
Georges Gosnat, né le 3 décembre 1914 à Bourges (Cher) et mort le 22 mai 1982 à Ivry-sur-Seine (Val-de-Marne), est un homme politique français.
Membre du Parti communiste français, il est sous-secrétaire d'État à l'Armement et successivement député de la Charente-Maritime, de la Seine et du Val-de-Marne.

## Biographie
Georges Gosnat est le fils de Venise Gosnat (1887-1970), forgeron aux établissements militaires de Bourges puis concierge aux HBM à Ivry-sur-Seine, figure historique du PCF, ancien combattant de 1914-1918, maire-adjoint d’Ivry-sur-Seine de 1935 à 1965,,, et d'Alice Morand (1892-1970).
Il passe les neuf premières années de sa vie à Bourges, sa ville natale puis vint habiter Ivry-sur-Seine avec ses parents.
Dans les années 1930, il adhère aux Jeunesses communistes. Il fait ses études à l’École supérieure de commerce de Paris.
Avec l’accord de Maurice Thorez, Georges Gosnat demande lors de son service militaire au 172e régiment d'infanterie, à suivre le peloton : il devient ainsi l’un des premiers jeunes communistes accédant au poste d’officier d’infanterie. En 1937, âgé de 23 ans, il est nommé secrétaire général de la compagnie maritime France-Navigation, créée à l'initiative de l'ambassadeur d'Espagne en France Luis Araquistáin pour ravitailler en armes soviétiques la république espagnole lors de la guerre d'Espagne. La résistante Marguerite Dardant y est sa secrétaire particulière. Ses activités l'amènent d'ailleurs à séjourner en URSS en août 1938.
Mobilisé en septembre 1939 comme lieutenant, il est fait prisonnier par les Allemands en mai 1940 en Belgique et interné dans un camp d’officiers à Nienburg. Après plusieurs tentatives d’évasion, il est transféré au camp disciplinaire de Lübeck d’où il sera libéré par l’armée britannique en 1945.
Après la Libération, il est nommé trésorier des affaires domestiques du PCF en novembre 1947 puis devient membre du comité central en 1954.
Lors des élections du 21 octobre 1945, Georges Gosnat est élu député de la Charente-Maritime à la première Assemblée nationale Constituante où sa liste communiste recueille 35 290 voix sur 171 624 suffrages exprimés. Il est réélu à la seconde Assemblée constituante le 2 juin 1946, la liste communiste, précédée par la liste socialiste, obtenant 42 341 voix sur 194 651 suffrages exprimés. Pendant la IVe République, il est successivement réélu député de la Charente-Maritime en novembre 1946, 1951 et 1956. Durant son mandat au palais Bourbon, il siège dans plusieurs commissions : moyens de communication et PTT ; défense nationale ; territoires d'outre-mer ; marine marchande et pêches ; finances ; presse. Il est en outre élu représentant de l'Assemblée nationale au sein de la commission de contrôle de la circulation monétaire le 28 février 1956.
De juin à novembre 1946, il fait une brève carrière ministérielle en devenant sous-secrétaire d'État à l’Armement auprès du ministre de l'Armement Charles Tillon dans le premier gouvernement Bidault. En 1947, à la chambre des députés, il dénonce « les arrestations, les sévères représailles, l’état de siège » exercés par les autorités françaises pour réprimer une insurrection anticoloniale à Madagascar.
Le 12 juillet 1964, il succède à Maurice Thorez à la mort de celui-ci en devenant député de Paris dans la 50e circonscription de la Seine (Ivry-Vitry) jusqu'en avril 1967. Le 5 mars 1967, il est élu député de la 3e circonscription du Val-de-Marne, puis est réélu jusqu'à sa mort le 22 mai 1982.

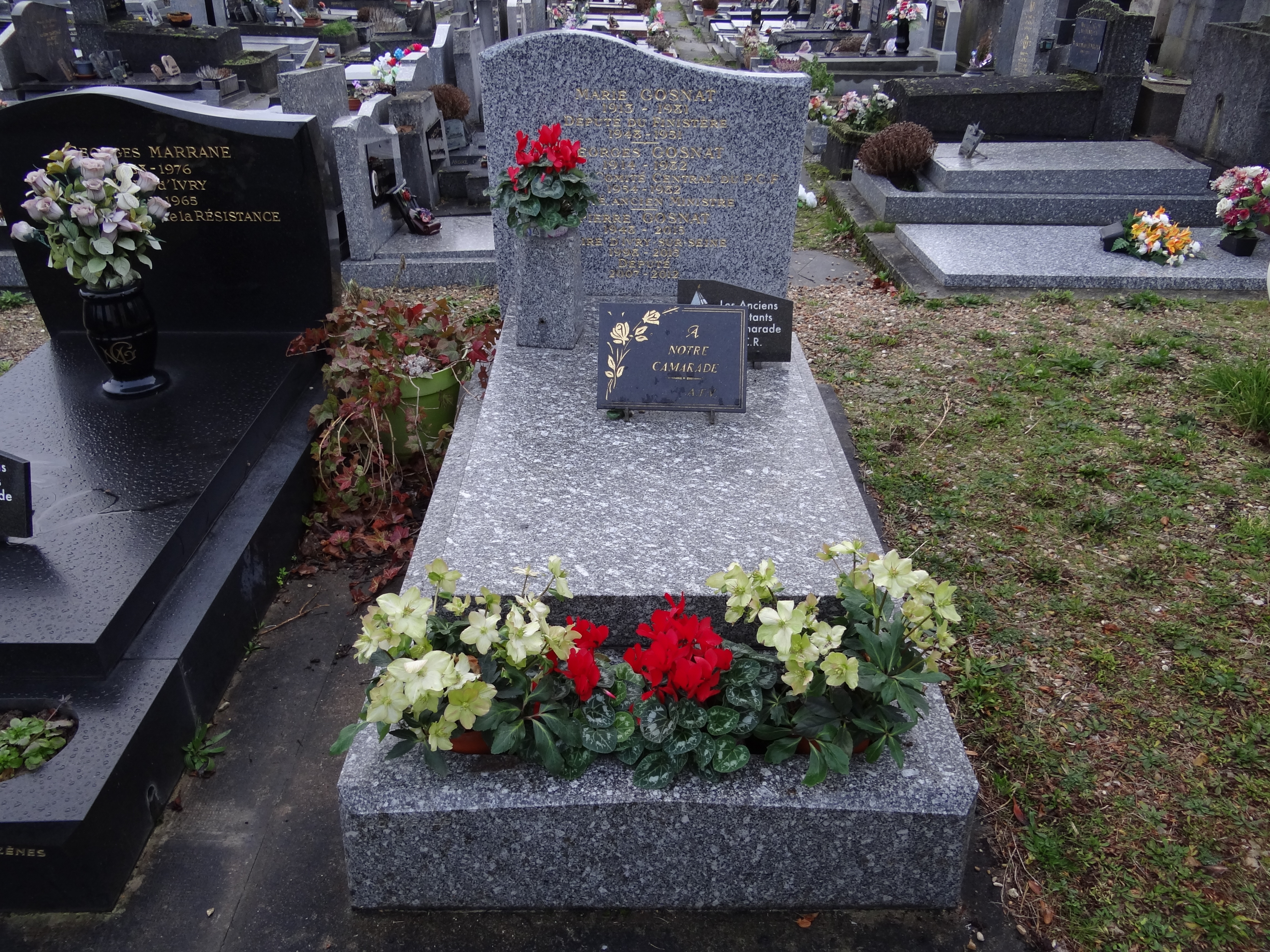
La tombe de Georges Gosnat au cimetière nouveau d'Ivry-sur-Seine (Val-de-Marne).

Georges Gosnat est inhumé au nouveau cimetière d'Ivry-sur-Seine dit cimetière Monmousseau.

### Vie privée
Georges Gosnat se marie en premières noces le 24 décembre 1935 à Ivry-sur-Seine avec Georgette Alleaume (née en 1913), sténo-dactylographe, résistante, arrêtée en 1942, déportée à Ravensbrück et libérée en 1945 ; de ce mariage naîtra une fille :
- Raymonde Gosnat (née en 1936).

Il partage ensuite la vie de Denise Bastide, députée communiste de la Loire, avec qui il a deux enfants :
- André Gosnat ;
- Pierre Gosnat, homme politique, député de 2007 à 2012 et maire d'Ivry-sur-Seine de 1998 à 2015.

Il se marie en secondes noces le 30 juillet 1970 à Ivry-sur-Seine avec Marie Lambert, députée communiste du Finistère.

## Mandats et fonctions

### Fonction ministérielle
| Fonction                                                                             | Gouvernement | Période                        |
| ------------------------------------------------------------------------------------ | ------------ | ------------------------------ |
| Sous-secrétaire d'État à l'Armement auprès de Charles Tillon, ministre de l'Armement | Bidault I    | du 24 juin au 28 novembre 1946 |

### Mandats parlementaires
- 21 octobre 1945 - 10 juin 1946 : Député de la Charente-Maritime
- 2 juin - 27 novembre 1946 : Député de la Charente-Maritime (réélu)
- 10 novembre 1946 - 4 juillet 1951 : Député de la Charente-Maritime (réélu)
- 17 juin 1951 - 1er décembre 1955 : Député de la Charente-Maritime (réélu)
- 2 janvier 1956 - 8 décembre 1958 : Député de la Charente-Maritime (réélu)
- 12 juillet 1964 - 2 avril 1967 : Député de Paris, élu dans la 50e circonscription de la Seine (Ivry-Vitry)
- 5 mars 1967 - 30 mai 1968 : Député de la 3e circonscription du Val-de-Marne
- 23 juin 1968 - 1er avril 1973 : Député de la 3e circonscription du Val-de-Marne (réélu)
- 4 mars 1973 - 2 avril 1978 : Député de la 3e circonscription du Val-de-Marne (réélu)
- 19 mars 1978 - 22 mai 1981 : Député de la 3e circonscription du Val-de-Marne (réélu)
- 14 juin 1981 - 22 mai 1982 : Député de la 3e circonscription du Val-de-Marne (réélu)

## Hommage
- Avenue Georges-Gosnat à Ivry-sur-Seine (depuis 1983)[6].